# Kenneth To
Kenneth To (Hong Kong, 7 luglio 1992 – Gainesville, 19 marzo 2019) è stato un nuotatore australiano e hongkonghese.

## Biografia
Specializzato nello stile libero e nei misti, vinse 6 medaglie ai I Giochi olimpici giovanili estivi, svoltisi a Singapore nel 2010.
Morì all'età di 26 anni in seguito a un malore che lo aveva colpito dopo una sessione di allenamento in Florida.

## Palmarès
- Mondiali

Barcellona 2013: argento nella 4x100m misti.
- Mondiali in vasca corta

Istanbul 2012: argento nei 100m misti, bronzo nella 4x100m sl e nella 4x100m misti.
- Giochi del Commonwealth

Glasgow 2014: oro nella 4x100m sl e argento nella 4x100m misti.
- Giochi olimpici giovanili

Singapore 2010: oro nella 4x100m misti, argento nei 50m sl, nei 200m misti e nella 4x100m sl mista, bronzo nei 100m sl e nella 4x100m misti mista.
- Vincitore della Coppa del Mondo nel 2012